# Tuttington
Tuttington är en by i civil parish Burgh and Tuttington, i distriktet Broadland, i grevskapet Norfolk i England. Byn är belägen 18 km från Norwich. Civil parish hade 152 invånare år 1931. Byn nämndes i Domedagsboken (Domesday Book) år 1086, och kallades då Tatituna/Tutincghetuna.